# ایمان دار (فیلم)
ایمان دار (به هندی: Imaandaar) فیلمی محصول سال ۱۹۸۷ و به کارگردانی سوشی مالیک است. در این فیلم بازیگرانی همچون سانجی دات، ویکاس آناند، فرح، پران، رانجیت ایفای نقش کرده‌اند.